# La Boîte noire (roman)
Pour les articles homonymes, voir La Boîte noire (homonymie).
La Boîte noire (paru sous le titre original קופסה שחורה) est un roman de l'écrivain israélien Amos Oz paru originellement en 1986. La traduction française paraît en 1988 aux éditions Calmann-Lévy et reçoit, la même année, le prix Femina étranger.

## Résumé
Le roman épistolaire se compose principalement des lettres échangées entre deux ex-époux, Ilana et Alexandre. Ilana l'exaltée est restée en Israël où elle a épousé Michel Sommo, juif algérien, partisan du Grand Israël, et tente de s'occuper de sa fille Madeleine-Yifat issue de ce deuxième mariage. Alexandre Gidéon, après son divorce tumultueux d'avec Ilana, est parti vivre aux États-unis, où il est devenu un universitaire célèbre écrivant sur les fanatismes. Ilana lui écrit, sept ans après leur divorce, sur la suggestion de Michel, pour lui demander une aide financière pour leur fils Boaz devenu ingérable.

## Éditions
- Éditions Calmann-Lévy, 1988  (ISBN 978-2-702-11738-5)
- Éditions Gallimard, coll. « Folio » no 5261, 2011  (ISBN 978-2-070-44075-7)